# Інтернет-убивство
Інтернет-убивство відноситься до типу вбивства, в якому жертва та злочинець познайомилися в Інтернеті, в деяких випадках знаючи один одного лише через Інтернет. Також інтернет-убивця — це поширена у ЗМІ назва особи, яка транслює вбивство через Інтернет або яка вбиває жертву, зустрівшись із нею попередньо в Інтернеті. Залежно від місця зустрічі, у ЗМІ використовуються й інші назви такого злочину. Наприклад, вбивця з Інтернет-чату, вбивця з Craigslist, серійний вбивця з Facebook. Вбивство в Інтернеті також може бути частиною пакту про інтернет-самогубство або консенсусного вбивства (зі згоди обох сторін).

## Серійні вбивці
Серійні вбивці — це вбивці, які скоїли три або більше злочинів почергово, з періодом так званого емоційного охолодження між кожним злочином. Їх мотивація до вбивства багато в чому ґрунтується на психологічному задоволенні. Такі вбивці використовували форми соціальних мереж для залучення жертв задовго до появи Інтернету. Наприклад, з 1900 по -1914 роки угорський серійний вбивця Бела Кісс заманив 24 жертви, використовуючи приватні оголошення, опубліковані в газетах.
За словами Пола Боція, автора книги «Кіберсталінг: Домагання в епоху Інтернету та як захистити свою сім'ю», "Думка про те, що серійний вбивця, можливо, діяв через Інтернет зрозуміло призвела до публічного занепокоєння. " У Енциклопедії серійних вбивць від А до Я Гарольда Шектера замітка про Інтернет розповідає: "Якщо Інтернет став дуже корисним інструментом для людей, зацікавлених у серійних вбивцях, він також може виявитись корисним і для самих серійних убивць ". Моріс Годвін, судово-медичний консультант, стверджував, що «є деякі садисти, які покладаються на ефект Марді Гра [» вміння приховувати свою особистість в Інтернеті «], щоб заманити і вбити своїх жертв». Першим серійним убивцею, який застосував Інтернет для пошуку жертв, був Джон Едвард Робінсон. Його було заарештовано у 2000 році і названо в Новинах правоохоронних органів «першим американським серійним вбивцею в Інтернеті» та "першим в країні документально підтвердженим серійним вбивцею, який використав Інтернет як засіб заманювання жертв ".

## Місця зустрічі
Інтернет-убивці можуть шукати жертв через форуми, чати, програми електронного списку розсилки, електронну пошту, дошки оголошень, соціальні мережі, онлайн-рольові ігри, послуги онлайн-знайомств, групи Yahoo, або Usenet.

### Чати
Інтернет- чати іноді використовуються вбивцями для зустрічі та заманювання потенційних жертв. Наприклад, японський серійний вбивця Хіросі Мауе. Він знаходив своїх жертв, використовуючи онлайн-чати про самогубства. Також відомо, що вбивця Ліза М. Монтгомері зустріла свою жертву в онлайн-чаті для любителів рет-тер'єрів під назвою «Балаканина».
Онлайн-чати також використовуються для планування консенсусних вбивств. Наприклад, у 1996 році жителька Меріленда, Шерон Лопатка, в розмові з чоловіком в онлайн-чаті, очевидно погодилася бути вбитою катуваннями та удушенням Роберт Фредерік Глас визнав себе винним у вбивстві Лопатки, а пізніше помер у в'язниці, відбуваючи покарання. У справі «Джон», яка може вважаться квазіконсенсусним вбивством, хлопчик-підліток з Альтрінчама, Англія, використовуючи довгі розмови в онлайн-чаті, змусив іншого хлопчика вчинити самогубство. Ще один підліток, Марк, вважав, що його вербують агенти секретної служби. Вбивство-самогубство не вдалося, і 29 травня 2004 року Джон визнав свою вину у підбурюванні до вбивства. Його засудили до трирічної ізоляції. Марк визнав свою провину у замаху на вбивство і був засуджений до дворічної ізоляції. Хлопцям заборонялося контактувати один з одним.

### Інтернет-реклама
Як пояснюється у статті New York Daily News за 2009 рік, "Місця, де сором'язливі або надто зайняті для зустрічі віч-на-віч, пари могли б знайти приватність, існували задовго до появи Craigslist та сайтів знайомств. Називаючи себе «шлюбним бюро», ці організації були здебільшого відомі як «клуби самотніх сердець». Їх популярність припала на середину 20 століття. Саме за допомогою друкованих ЗМІ (газети, приватні оголошення, реклама «клубу самотніх сердець»), такі злочинці як Гаррі Паверз «вбивця з шлюбного бюро» та Гарві Карігнан «вбивця з оголошень» знаходили своїх жертв.
Реклама онлайн поступово замінила друковану рекламу, і Інтернет тепер є місцем, де вбивці, які використовують аналогічний спосіб дії, можуть зустріти своїх жертв; У Енциклопедії Шектера замітка про «Оголошення» повідомляє про використання сайтів Інтернет-знайомства та Інтернет-реклами так званим «Інтернет- канібалом» Арміном Мейвсом. Починаючи з 2007 року, кілька обвинувачених та засуджених вбивць зв'язувалися з жертвами за допомогою рекламних служб, таких як Craigslist. Цих вбивць у ЗМІ іноді називають «вбивцями з Craigslist»; Уперше цей термін з'явився 31 жовтня 2007 року в заголовку Saint Paul Pioneer Press, штату Міннесота, посилаючись на вбивство Кетрін Олсон вчинене Майклом Джон Андерсоном, якого тоді й охрестили «вбивцею з Cragslist».
З 2007 року, декілька підозрюваних та засуджених злочинців зустрічалися зі своїми жертвами або підбурювали їх до вбивства через Craigslist. Двоє людей з цих випадків були засуджені на 3 місяці, а ще четверо були звинувачені у злочинах протягом 13-місячного періоду з березня 2008 року по квітень 2009 року. Хоча Craigslist вважається першочерговим пунктом зустрічі, а вбивства здійснювалися так, щоб підозрюваних чи звинувачуваних назвали «вбивцями з Craigslist», справжні мотиви цих злочинів були різними. Смерть жертв може бути наслідком пограбування або сексуального насильства. Деякі з цих злочинців, можливо, й не мали наміру вчинити вбивство, але вбили своїх жертв під час боротьби або втечі. Кожен випадок різний.

### Інтернет-знайомства
За словами Майкла Ларго, автора книги « Фінальний вихід: Ілюстрована енциклопедія смерті» «Інтернет-знайомства стають дуже популярними, але з 1995 р. було […] більше 400 випадків, де вбивства пов'язували з людьми, які зустріли своїх жертв онлайн».

## Критика концепції
Деякі експерти у сфері права та технологій піддали сумнівам думку про те, що існує таке явище,як вбивство через Інтернет. Леслі Харріс, виконавчий директор Центру Демократії й технологій висловила свою думку щодо фрази «вбивця з Craigslist» — «багато трагічних інцидентів, які опосередковано включали в себе використання Інтернету, насправді не мали нічого спільного із самим Інтернетом. Випадок з Craigslist — це останній приклад цього феномену. Craigslist є інноваційним та корисним ресурсом, репутацію якого, чесно кажучи, забрунили лише тому, що це інтернет-сайт». Книга «Гіпер-злочин» стверджує, що «чим більше люди спостерігають, тим більше ці широко поширені випадки кіберубивст зникають, як дим у кіберпросторі». Сюзан Бреннер, професор права та технологій, писала, «чи є кібер-злочином те, що Джон зустрів Мері в Інтернеті, спілкувався з нею та, використовуючи e-mail заманив її на зустріч, де і вбив? Новини часто описують таку поведінку як кібер-убивство або інтернет-убивство. Але чому це не просте убивство? Ми, наприклад, не називаємо убивства замовлені по телефону — теле-убивства, чи поштою — поштові вбивства. Виходить, що це не кіберубивство, а радше реальний злочин, пов'язаний з використанням комп'ютерних технологій», але вона погодилась, що «можливо існують причини, чому до такої поведінки слід відноситися по іншому і вважати її чимось іншим, ніж звичайний злочин».

## Відомі інтернет-убивства
Наступні особи були заарештовані і/або засуджені за злочини, які, зі ствердження поліції, включали в себе використання таких інтернет-ресурсів як чати, реклами Craigslist для контактування жертв та найму вбивць. Незважаючи на схожі методи встановлення контакту з жертвами, злочини відрізняються своїми мотивами. У наведеному нижче списку смерть жертв могла бути умисною (особливо якщо злочинець є серійним убивцею), або вона також могла бути наслідком пограбування, страхового шахрайства чи сексуального насильства.
- Роберт Фредерік Гласс. Комп'ютерний аналітик з Північної Кароліни здійснив убивство Шерон Лопатки, яке, очевидно, було за двосторонньою згодою. Вона перенесла катування та була задушена до смерті 16 жовтня 1996 року. Лопатка використала Інтернет, щоб знайти Гласса. Там же вона також рекламувала порнографію. Гласса пізніше було засуджено за добровільне ненавмисне вбивство.[18][28]

- 1998 року, Кріса Діна,  далекобійника з Індіани, було засуджено до довічного позбавлення волі за вбивство 17-річного Кріса Маркіса з Вермонту. Маркіс влаштував аферу, в якій він видавав себе за 27-річного власника неіснуючого магазину під назвою CB Shack. Він пропонував людям обмінюватися товарами через інтернет. Але коли люди надсилали йому свої товари, Маркіс або не відправляв нічого взамін, або ж відправляв щось старе чи зламане. Жертвою цієї афери став Дін, який сконструював вибухівку з труб та надіслав її Маркісу, цим самим убивши його та поранивши його матір.[29]
- Убивство Офіра Рахума було наслідком стрілянини 17 січня 2001 року, в ході якої палестинські бойовики з фракції Танзим(ФАТХ) убили 16-річного ізраїльського школяра Офіра Рахума на окраїні міста Раммала. Убивство було сплановано та ініційовано 24-річною жителькою Бір-Набали, співробітницею Організації визволення Палестини Моною Джауд Аваною. Авана з Рахумом вели довгі приватні розмови англійською через програму ICQ, в ході яких вона вдавала з себе єврейську ізраїльську дівчину. Авані вдалося завоювати довіру Рахума й змусити його зустрітися в Єрусалимі, нібито в романтичних цілях. Прибувши на зустріч, вона відвезла хлопця повз митний контроль на територію, контрольовану палестинцями та до відлюдної місцини на окраїні Раммала. Там палестинські терористи розстріляли Рахума з близької відстані.[30][31] Авана при цьому стояла в стороні, спостерігаючи за сценою. Вона була засуджена до довічного позбавлення волі за вбивство.[32][33]
- Консенсусне вбивство (зі згоди обох сторін) Бернда Юргена Брандеса так званим «Інтернет-канібалом» Арміном Майвесом. Чоловіки познайомилися на вебсайті під назвою The Cannibal Cafe, де люди описували свої фантазії стосовно канібалізму, і де Майвес відкрито оголосив про пошук жертви.[3][34]
- Джон Едвард Робінсон, відомий у ЗМІ як «Інтернет-рабовласник» та «перший інтернет-серійний вбивця». Більшість своїх жертв він зустрів у інтернет-чатах. Його було засуджено за вбивство 5-х жінок шляхом нанесення удару по голові тупим предметом.[35][36][37]
- Едвард Френк Мануель, якого United Press International та інші ЗМІ називали «інтернет-убивця з чатів про самогубство». Його було заарештовано у січні 2003 року.[38]
- Ліза М. Монтгомері, вона була очевидно фейковим покупцем собаки в інтернет-чаті, який використала для того, щоб зустрітися з вагітною жінкою і потім вбити її 17 грудня 2004 року, забравши при цьому плід жінки. Монтгомері було засуджено за вбивство 22 жовтня 2007 року; дитина залишилася живою.[39]
- Хіросі Маеуе, відомий як «вбивця з сайту для самогубців». За словами статті газети Sydney Morning Herald, він використовував «вебсайти для самогубців, щоб знайти свою жертву». Хоча він позиціонував себе як того, хто хоче здійснити інтернет-самогубство, при зустрічі зі своїми жертвами, Маеуе душив їх до смерті.[16]
- Гаррі Френсіс Ньюман, 50-річний чоловік, був засуджений за вбивство 15-річної Карлі Раян у 2007 році. Він представився як «Брендон», 20-річний музикант та зав'язав інтернет-стосунки через платформу MySpace і VampireFreaks.com. Врешті-решт він заманив Карлі на відлюдний пляж на околиці Порт-Елліот, Південна Австралія, де і вбив дівчину. Під час арешту, в його домі знайшли блокнот з докладною  інформацією про 200 користувачів інтернету. Після арешту та суду над Ньюманом в дію був введений загальнонаціональний законопроєкт «Закон Карлі». Він передбачав кримінальну відповідальність за вчинки здійснені з використанням транспортних засобів з ціллю підготовки або планування злочину, сексуального контакту з особами віком до 16 років.[40][41]
- Майкл Джон Андерсон, був засуджений за вбивство Кетрін Олсон в Міннесоті в жовтні 2007 року. Відповідно до статті газети Saint Paul Pioneer Press «19-річний підліток, використовуючи Craigslist, заманив Кетрін Енн Олсон до себе додому, під приводом її фіктивного наймання на роботу нянею, а потім застрелив дівчину зі спини».[21][42]
- Бернард Джордж Лемп, 51-річний житель Траутмана, Північна Кароліна. Був засуджений за вбивство та викрадення першого ступеня жінки з містечка Корнеліус в Північній Кароліні. За словами ЗМІ вона "погодилася зустрітися з чоловіком, попередньо познайомившись з ним на Craigslist. Його пізніше звинуватили у вбивстві жінки.[43]
- Енн-Марі Лінскот, 49-річна жителька Мічигану, була заарештована у січні 2008 року за підбурювання до вбивства, використовуючи Craigslist. Вона запропонувала 5 тис. доларів «тому, хто готовий убити дружину чоловіка, з яким вона зав'язала роман в інтернеті»;[44] у грудні 2009 року Лінскот було визнано винною за замах на вбивство та засуджено до 12 років і семи місяців тюрми.[25]
- 2008 року Хюгстан Шлікер, 15-річний житель Меси, Аризона, застрелив свого батька, Теда Шлікера. У своєму пості на Myspace, Хюгстан погрожував вчинити самогубство і Тед, хвилюючись за сина, заборонив Хюгстану користуватися інтернетом. Тед також сховав сімейну рушницю. Однак після того, як син прогуляв школу, він знайшов рушницю, заховану в сараї, дочекався батька, і вистрілив йому в потилицю, як тільки чоловік увійшов. Потім Хюгстан намагався вчинити самогубство, але не зміг цього зробити.[45]
- Крістіан Гротхер, відомий як «перший німецький інтернет-убивця», зізнався у здійсненні двох убивств у 2009 році. За словами статті у Daily Telegraph, він зізнався у «вбивстві жінок, яких він зустрів у чатах».[46][47]
- Девід Хейс, 21-річний німець, офісний працівник, захопився британкою, 20-річною Джоан Віттон, яка, разом зі своїм хлопцем Метью Пайком, були адміністраторами фан-сайту Advance Wars — Wars Central. Після численних відмов дівчини, Хейс відправився до Великої Британії та зарізав Метью Пайка. Його засудили на довічне позбавлення свободи у травні 2009 року. Пресс-секретар поліції зазначив, що «Хоч це і досить незвична справа, зрозуміло одне: Хайс використовував інтернет для слідкування за Джоаною та Метью. Він, зрештою, довідався, де проживала пара, й іншу інформацію про них, яка допомогла йому здійснити свій план. Нам усім варто усвідомлювати, що саме ми викладаємо в Інтернет».[48][49]
- Корена Робертс була заарештована у червні 2009 року за нібито убивство 21-річної Хезер Снівелі, яка була на восьмому місяці вагітності, та її плоду, розітнувши живіт жінки. Повідомлялося, що двоє зустрілися через рекламу дитячого одягу, яку Робертс розмістила на Craigslist.[50]
- У 2009 році Ентоні Паувел, 28-річний студент коледжу ім. Генрі Форда в Детройті, застрелив свою однокурсницю, 20-річну Ейжу Макгоуен, перед тим як застрелитися самому. Паувел страждав від психічної хвороби та використав свій YouTube акаунт для того, щоб знімати відео, у яких він висловлював ненависть до темношкірих жінок та атеїстів. Хлопець став одержимим Макгоуен, почав переслідувати її на YouTube і Facebook. Він вважав, що темношкірі жінки типу Макгоуен були розпустними. Перед убивством, Паувел створював відео із такою назвою як «Темношкірі жінки не заслуговують поваги», чи подібні. Багато таких відео викликали тривогу у глядачів. Користувачі YouTube навіть зверталися до поліції міста Детройт.[51][52][53]
- Девід Рассел, 20-річний працівник McDonald's, вдавав із себе співака Олівера Сайкса для того, щоб спокусити жінку з Каліфорнії. Перед тим, як зарізати її, Рассел познайомилися з жінкою на Facebook. Йому було присуджено довічне позбавлення волі, після того, як чоловік зізнався у викраденні та намірі вбивства Марікара Бенедікто, 19-річного хлопця, якого він зустрів онлайн у 2010 році.[54]
- У грудні 2014 року, Брек Бреднар, 14-річний хлопчик з міста Редхіл, району Суррей був убитий 18-річним безробітнім інженер-програмістом Левісом Дайнесом. Підліток зустрів Бреднара на ігровому сайті. Пізніше, хлопчика знайшли убитим, з кількома ножовими ранами на тілі, у квартирі Дайнеса у місті Грейс. Левіса було заарештовано і засуджено на довічне позбавлення волі.

## У поп-культурі
Тема інтернет-убивства стала популярною в художній літературі, приклади можна побачити в книгах, теле-шоу, фільмах. У більшості з них вбивцю називають інтернет-убивцею інші персонажі.
Наступні приклади перераховані за датою публікації; три з них передували арешту Джона Едварда Робінсона в 2000 році, якого правоохоронці вважали «першим серійним вбивцею в Інтернеті»:
- У третьому сезоні "Цілком таємно " епізоду «2Shy» монстром тижня був показаний жироїдний мутант на ім'я Вергілій Інканто, який в Інтернеті спокушав жінок із зайвою вагою та вбивав їх, зустрівшись у реальному житті.
- Другий сезон телесеріалу « Міленіум» показав епізод під назвою «Мікадо» — про серійного вбивцю, що базується на історії про серійного вбивцю Зодіака. Він зв'язувався з людьми в чатах, викрадав їх та потім транслював їх смерть в прямому ефірі через вебкамеру, як тільки лічильник відвідуваності досягне певного числа.
- У п'ятому сезоні телесеріалу « Криміналісти: мислити як злочинець» було показано два епізоди із участю Інтернет-серійних вбивць. Перший, « Ризикований бізнес», стосувався вбивці, який створив вебсайт, для заохочування підлітків до особливо небезпечної автоасфіксіофілії, що підштовхувало їх до самогубства. Другий, «Інтернет назавжди», — про серійного вбивцю, який встановлює приховані камери у будинках жінок і задушує їх до смерті, поки весь акт транслюється в прямому ефірі в Інтернеті, щоб його «шанувальники» могли бачили.
- Стренджленд — фільм 1998 року, написаний Ді Снайдером про шизофренічного сексуального садиста, який заманює жертв через Інтернет, змушуючи їх піддаватися стародавнім племінним ритуалам. «Я придумав ідею злочинності в Інтернеті ще до того, як хтось коли-небудь вчинив Інтернет-злочин», — сказав Снайдер.[55]
- Убивство: Життя на вулиці, поліцейська драмаТелевізійна передача, у травні 1999 року демонструвала багатотижневу сюжетну лінію, в якій персонаж на ім'я Люк Риланд був відомий як «Інтернет-вбивця».
- Страх крапка ком фільм 2002 року про вбивцю з вебсайту.[56]
- Гравець у карти (Il cartaio) — фільм 2004 року, знятий в Італії ; написаний Даріо Ардженто. Фільм розповідає історію про жінку-поліцейського з Риму, яка об'єднується з агентом британського Інтерполу для розшуку інтернет-серійного вбивці, який викрадає та вбиває молодих жінок, а потім транслює вбивство за допомогою вебкамери.[57]
- Той, що не залишає сліду — фільм Sony Pictures 2008 року. В головній ролі Даян Лейн. У фільмі агенту ФБР Дженніфер Марш доручили розшук, здавалося б, не відстежуваного серійного вбивці, який розмістив в Інтернеті відеоматеріали про своїх жертв.[58][59]
- Завантажити Ненсі фільм 2008 року, в головній ролі Марії Белло. У фільмі нещасна дружина Ненсі Стоквелл вирішує вчинити самогубство, зустрівшись із одним чоловіком по Інтернету і склавши консенсусну угоду на її вбивство..
- У березні 2015 року, протягом першого тижня показу The Late Late Show with James Corden, ведучий Джеймс Корден перерахував кілька десятків способів зв'язатись із шоу через соціальні мережі. Список розпочався з «Слідкуйте за мною у Twitter, лайкніть мене у Facebook, …» і закінчився "або вбийте мене на Craigslist ".
- Документально-драматичний епізод телевізійного серіалу "Американський монстр " під назвою: Вбивця з Craigslist вийшов у світ у вересні 2017 року. Епізод розповідає про онлайн-серійного вбивцю Річарда Біслі, який спонукав кількох чоловіків до смерті.[60][61]

## Дивитися також
- Інформаційні злочини

## Подальше читання
- Max Linsky (24 серпня 2013). The Longform Guide to Craigslist Crime. Slate.